# Джиоева, Алла Александровна
А́лла Алекса́ндровна Джио́ева (осет. Джиоты Алыксандыры чызг Аллӕ; род. 23 августа 1949, Сталинири, Юго-Осетинская АО, Грузинская ССР, СССР) — политик и государственный деятель Южной Осетии, заместитель председателя правительства Южной Осетии, бывший министр образования республики, отличник просвещения СССР. На президентских выборах 2011 года выставляла свою кандидатуру и боролась с Анатолием Бибиловым, представителем действующей власти. Однако, выборы позже были отменены, а Джиоева, как и её соперник, лишились возможности выдвигать свою кандидатуру. 23 мая 2012 года президент Южной Осетии Леонид Тибилов подписал указ о назначении Аллы Джиоевой на должность заместителя председателя правительства Южной Осетии. В новой должности Алла Джиоева курирует социальную сферу. В 2014 году была избрана депутатом парламента республики от партии «Ныхас».
По паспорту её отчество — Александровна, с этим отчеством она была зарегистрирована в 2011 году как кандидат в президенты Южной Осетии, с этим же отчеством её личное обращение к Генеральному прокурору Российской Федерации Юрию Яковлевичу Чайке. В то же время в СМИ она периодически упоминалась как Алла Алексеевна Джиоева, так же её называли её знакомые и она сама. Заслуженный учитель Российской Федерации (2007) и Заслуженный учитель Южной Осетии.

## Биография
Родилась 23 августа 1949 года в Сталинири, Юго-Осетинской автономной области Грузинской ССР (ныне Республика Южная Осетия).
В 1955 году поступила в Цхинвальскую среднюю школу № 6. По открытии в микрорайоне новой школы была переведена по месту жительства в школу № 5, которую закончила в 1966 году.
В 1967 году поступила в Юго-Осетинский педагогический институт (ныне Юго-Осетинский государственный университет имени Александра Тибилова), затем перевелась на филологический факультет в Одесский госуниверситет им. И. И. Мечникова (ныне Одесский национальный университет имени И. И. Мечникова), который окончила в 1974 году.
По окончании университета начала работать в средней школе № 2 г. Цхинвала преподавателем начальных классов, учителем русского языка и литературы, затем была директором данной школы до 2002 года.
В 2002 году назначена министром образования Республики Южная Осетия (РЮО). Из-за жёсткой критики в адрес руководства республики в феврале 2008 года была освобождена от занимаемой должности в связи с открытием уголовного дела по злоупотреблению должностными полномочиями. Дело было возбуждено по результатам проверки финансово-хозяйственной деятельности министерства образования.

### Уголовное преследование
4 февраля 2008 года Джиоева была освобождена властями от должности министра. 5 февраля на неё было заведено уголовное дело о злоупотреблении должностными полномочиями, служебном подлоге, мошенничестве и незаконной предпринимательской деятельности. Согласно официальной информации, Джиоева подозревалась в том, что 
заключила незаконный договор о поставке учебников в её магазин, а также вносила подложные накладные в бухгалтерию Министерства образования РЮО.

Прокуратура утверждала, что Джиоева покупала учебники в Пятигорске со скидкой в 5 процентов и реализовывала их в Южной Осетии уже без этой скидки, в результате чего извлекла выгоду для себя в размере 22 тысяч рублей. Кроме того, экс-министра обвинили в том, что она 
взимала по 3500 рублей с родителей абитуриентов, поступающих в российские вузы по выделенным министерством Российской Федерации лимитам для выпускников Южной Осетии.
 28 марта 2008 года Джиоева была помещена под домашний арест, так как, согласно заявлению Генпрокуратуры Южной Осетии, она 
мешала ходу следствия и влияла на показания свидетелей.
Под домашним арестом она находилась около двух лет, до дня суда, который 29 апреля 2010 года признал Джиоеву виновной в превышении должностных полномочий и мошенничестве (оправдав по двум другим статьям) и приговорил её к двум годам и двум месяцам лишения свободы условно и выплате штрафа в размере 120 тысяч российских рублей. Джиоева, не согласная с решением суда, подала кассационную жалобу в Верховный суд Южной Осетии, сведений о результатах рассмотрения жалобы в СМИ не найдено.
Сама Джиоева с самого начала заявила, что процесс следует считать политическим, а не уголовным. По мнению Джиоевой, её отстранили от должности и подвергли уголовному преследованию за то, что она публично выступила с критикой Эдуарда Кокойты и проводимого им курса. Экс-министр заявила о ряде грубых нарушений, допущенных в ходе рассмотрения её дела. В частности, до процесса не было допущено ни одного свидетеля защиты. Из 18 человек, которых следствие объявило потерпевшими, 12 заявили, что не пострадали от действий Джиоевой, другие же вообще не являлись на заседания суда. Родители абитуриентов и сама Джиоева утверждали, что все взносы в кассу Минобразования были добровольными и пошли на оплату сотрудникам приёмной комиссии, которые работали «беспрерывно и без оплаты до полуночи», а также на закупку канцелярских товаров и компьютеров. Джиоева ссылалась на результаты ревизии, которая подтвердила целевое использование средств. Кроме того, на суде у Джиоевой не было адвоката, и ей пришлось вести свою защиту самостоятельно. При этом некоторые СМИ писали, что бывший министр сама отказалась от предоставленного ей адвоката, заявив, что она «сама себе лучший защитник».

### Президентские выборы
10 октября 2011 года Центральная избирательная комиссия РЮО зарегистрировала Аллу Джиоеву кандидатом на должность президента РЮО.
По итогам состоявшихся 13 ноября выборов президента РЮО Алла Джиоева набрала 25,37 % голосов избирателей (данные после подсчёта 98,84 % голосов избирателей) и вышла во второй тур выборов.
27 ноября 2011 года прошёл второй тур выборов президента Южной Осетии. По предварительным данным, Алла Джиоева одержала победу с результатом 51,37 % голосов.
ЦИК Южной Осетии признал победу Джиоевой на выборах, в результате чего Алла Джиоева получила в Центризбиркоме республики итоговый протокол, свидетельствующий о её победе во втором туре выборов.
Верховный Суд Южной Осетии пришёл к выводу, что сторонники Джиоевой препятствовали свободному волеизъявлению граждан, и отменил прошедшие выборы. Джиоевой было запрещено участие в дополнительных выборах. Джиоева объявила себя президентом и сформировала Государственный совет. Эти события были названы сторонниками Джиоевой «Снежной революцией» из-за снега, выпавшего в Осетии в этот день[нужен лучший источник].
Джиоева назначила дату проведения своей инаугурации на 10 февраля[нужен лучший источник].
9 февраля 2012 года сотрудники ОМОНа попытались доставить Аллу Джиоеву на допрос в Генпрокуратуру, во время штурма предвыборного штаба Аллы Джиоевой у неё случился гипертонический криз, и она потеряла сознание, после чего её отвезли в больницу.
10 февраля был опубликован документ, в котором отмечается о последствиях силового захвата штаба Джиоевой, в частности, на теле Джиоевой обнаружены кровоподтеки на левом плече, правом бедре, голове и шее. Заключение подписано сотрудником республиканской соматической больницы Южной Осетии (больницы, в которой содержалась Джиоева), врачом-патологоанатомом Вячеславом Мамиевым. Процессуально-следственные действия в отношении неё приостановлены до улучшения её состояния.
За два дня до этого, 8 февраля, парламент РЮО одобрил поправки к избирательному законодательству, запрещающие баллотироваться на пост президента лицам, отбывающим наказание в местах лишения свободы или имеющим непогашенную судимость. Таким образом, Джиоева лишилась возможности принять участие в президентских выборах, что, возможно, нарушало ранее достигнутую договорённость.

## Награды
- Орден Почёта (Южная Осетия)
- Заслуженный учитель Южной Осетии
- Заслуженный учитель Российской Федерации (10 августа 2007) — за заслуги в обучении и воспитании подрастающего поколения и многолетний добросовестный труд[29]
- Отличник просвещения СССР
- Серебряная медаль ВДНХ СССР

## Семья
Замужем. Имеет двоих детей.